# 卡佩倫巴赫河 (魏斯美因河支流)
50°07′11″N 11°14′00″E / 50.119635°N 11.233236°E
卡佩倫巴赫河（德語：Kapellenbach），是德國的河流，位於該國東南部，由巴伐利亞負責管轄，屬於魏斯美因河的左支流，河道全長6.1公里，流域面積16.3平方公里，河口處在舊昆施塔特附近。